# Kusonje (Bośnia i Hercegowina)
Kusonje (cyr. Кусоње) – wieś w Bośni i Hercegowinie, w Republice Serbskiej, w gminie Osmaci. W 2013 roku liczyła 134 mieszkańców.